# 棒球场犹太会堂
棒球场犹太会堂（英語：Ballpark Synagogue），官方名称为布奈以色列犹太会堂（B'nai Israel Synagogue；希伯来语意译“以色列之子”），是一座历史悠久的前犹太会堂，位于美国印第安纳州南本德市。它是南本德最古老的犹太会堂，亦被认为是“美国唯一的棒球场犹太会堂”。
2012年，这座闲置的犹太会堂经过翻修，重新开放成为职业棒球小联盟南本德小熊队的礼品店，该队的棒球场毗邻会堂。2013年，会堂入选国家史迹名录。

## 历史
这座朴素的犹太会堂由东欧犹太移民于1901年建造。会众长期奉行正统派犹太教，1982年转型为重建派会堂，更名为以色列之子。此后多年，教堂周边历经改造，紧邻教堂处新建了一座小联盟棒球场，但社区仍日渐萧条，参加礼拜的信徒持续减少，最终会堂于1990年举行最后一次宗教仪式。会众随后将其捐赠给印第安纳州地标基金会。
2005年，基金会将会堂售予克里斯·伍德（Chris Wood），计划改作住宅；然而市政府当时正推行城区更新项目，打算征用该建筑或其用地，遂于2007年以130,000美元从伍德手中购得此建筑。
改造博物馆或整体迁移计划均因资金短缺搁浅，建筑多年闲置，日益破败。

### 修缮与翻新
2012年，南本德小熊棒球队的新老板安德鲁·T·伯林购入会堂，斥资100万美元进行翻新。修复包括翻修精美黄铜枝形吊灯、绘制融合圣经与棒球主题的新壁画。一幅描绘诺亚方舟的壁画配有（因雨延赛）的说明文字，另一幅临摹自西斯汀教堂天顶画米开朗基罗《创造亚当》的壁画中，上帝手戴棒球手套，正将一颗棒球递给亚当。图注写道：（开赛）。
修缮后的建筑矗立在四风球场场地内，现作为小熊队的球队礼品店使用。
一部会堂修复纪录片获2013年艾美奖。同年会堂入选国家史迹名录。

#### 批评
罗伯特·内维尔（Robert Nevel）是一位芝加哥建筑师，童年时曾在该会堂参加礼拜。他在2015年向《纽约时报》表示，将讲台（bimah，即诵读《妥拉》的中心平台）改造为收银台的位置，如同一种“意外的象征”，像是针对“犹太人崇拜金钱”这一反犹主义偏见的“讽刺性注解”。他同时指出，新增的斜坡通道设计“糟蹋了”建筑的石砌基座——该基座是早期芝加哥建筑风格的标志性特征。

## 建筑
这座1+1⁄2层建筑采用罗曼复兴式风格设计。外墙采用橙砖石灰石砌筑，屋顶为山墙式结构，顶端冠有镶白边的大型石拱。三扇高大前窗顶部呈拱形，底部为方形设计；每扇窗中部通过带压制拱形图案的白色金属镶板分隔上下两部分。犹太会堂名称镌刻于中央窗户上方的拱形装饰基座处，中心位置嵌有圆眼窗。建筑正立面两转角处各立一座方形砖砌角楼，底部以出挑砖托支撑；每座角楼顶端覆盖金字塔形金属屋顶，冠部饰有大卫之星顶饰。
内部空间包含带女性专用露台的主圣堂、若干小型房间，以及曾设浸礼池的地下区域。